# (34248) 2000 QE104
2000 QE104 (asteroide 34248) é um asteroide da cintura principal. Possui uma excentricidade de 0.06214500 e uma inclinação de 12.46476º.
Este asteroide foi descoberto no dia 28 de agosto de 2000 por LINEAR em Socorro.